# Park Narodowy Tresticklan

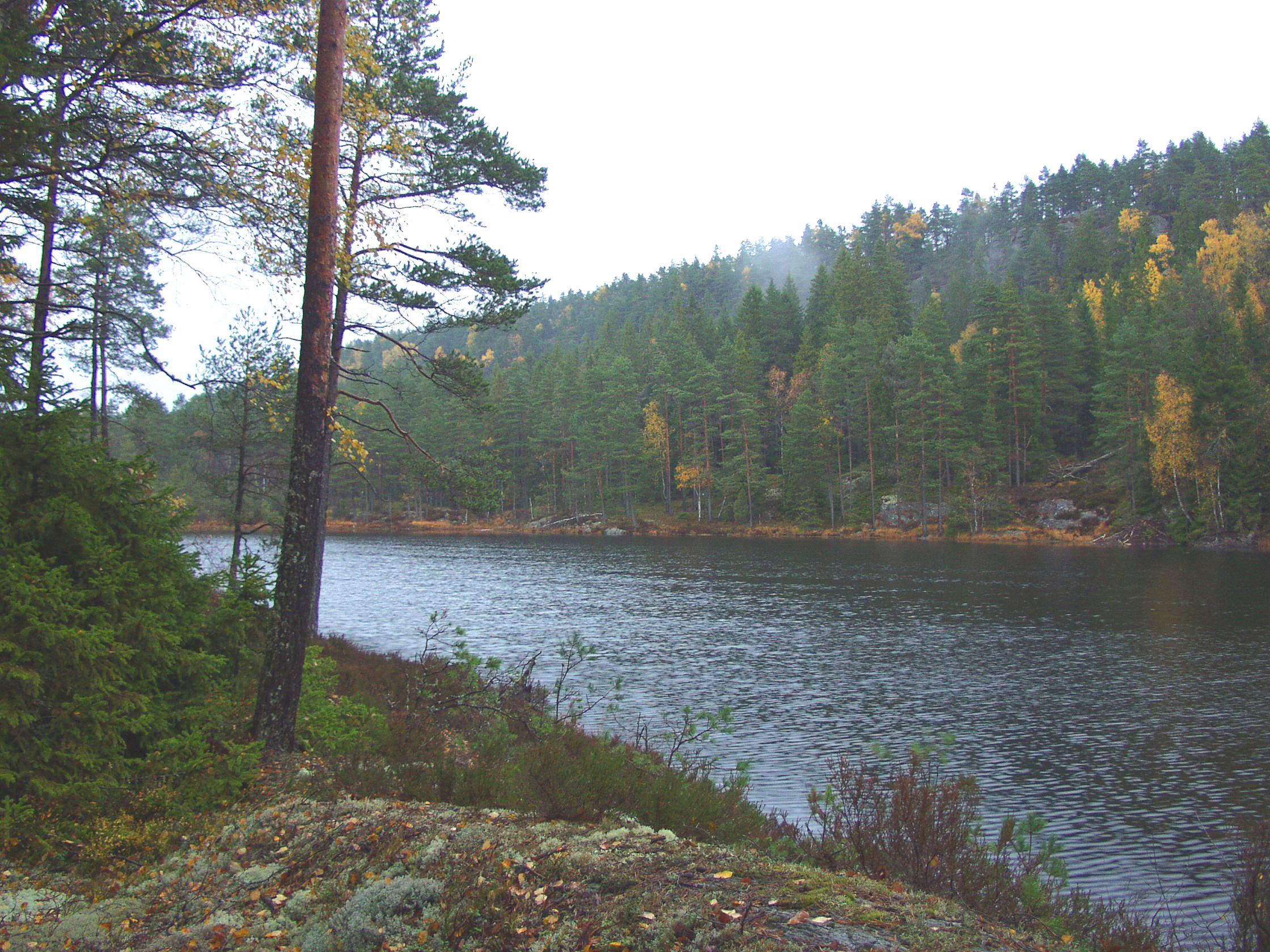
Park Narodowy Tresticklan

Park Narodowy Tresticklan (szw. Tresticklan nationalpark) – park narodowy w Szwecji, położony na terenie gminy Dals-Ed, w regionie Västra Götaland. Został utworzony w 1996 w celu ochrony starych naturalnych lasów sosnowych, krajobrazu doliny, czystych jezior oraz siedlisk rzadkich ptaków, takich jak głuszec (Tetrao urogallus), cietrzew (Tetrao tetrix) i jarząbek (Bonasa bonasia). Park jest położony przy granicy z Norwegią. Po norweskiej stronie leży rezerwat przyrody Lundsneset, z którym Park Narodowy Tresticklan tworzy ponadgraniczny obszar chroniony.
Park Narodowy Tresticklan jest dość trudno dostępny dla turystów. Jedyna oznakowana droga prowadząca do niego prowadzi wzdłuż brzegów jeziora Stora Le. Niedaleko od jeziora, przy starej farmie, znajduje się parking oraz punkt informacyjny. Stąd także wychodzi szlak turystyczny Halleleden, który prowadzi w poprzek całego parku i przekracza granicę z Norwegią. Kilka szlaków wytyczono przy brzegach jeziora Stora Tresticklan oraz na szczyt najwyższego wzgórza parku - Orshöjden, które wznosi się 276 m n.p.m.
Teren parku jest unikatowy jak na warunki południowej Szwecji, gdyż w ciągu ostatnich 100 lat działalność ludzka była tu bardzo ograniczona. Cały las objęty parkiem narodowym jest naturalny. 
Wyraz trestickel, od którego pochodzi nazwa jeziora oraz parku, oznacza trójząb. Wiąże się to z kształtem jeziora, które leży w dolinie i ma kształt trójzębu.